# Ajose Olusegun
Ajose Olusegun (ur. 6 grudnia 1979 w Lagos) – nigeryjski bokser kategorii junior półśredniej.

## Kariera amatorska
W 1999 roku zdobył złoty medal na igrzyskach afrykańskich w Johannsburgu. W finale pokonał na punkty Mohameda Allalou.
W 2000 startował w wadze junior półśredniej na igrzyskach olimpijskich w Sydney. Olusegun doszedł do 1/8 finału, gdzie pokonał go Amerykanin Ricardo Williams Jr., który zdobył srebrny medal.

## Kariera zawodowa
Jako zawodowiec zadebiutował 24 maja 2001 roku. Do końca 2008 roku stoczył 25 zwycięskich walk, zdobywając tytuły: WBF Inter-Continental, mistrzostwo Afryki oraz mistrzostwo Wspólnoty Brytyjskiej w wadze junior półśredniej.
27 lutego 2009 roku w obronie mistrzostwa Wspólnoty Brytyjskiej, jego rywalem był Scott Haywood. Olusegun znokautował rywala w 7 rundzie i po raz drugi obronił pas. 12 czerwca zmierzył się z Brytyjczykiem Nigelem Wrightem. Stawką walki było mistrzostwo Wielkiej Brytanii oraz pas Wspólnoty Brytyjskiej w wadze junior półśredniej. Olusegun zwyciężył jednogłośnie na punkty (117-112, 117-111, 116-113) i po raz 3 udanie obronił pas.
30 września 2011 roku zmierzył się z Francuzem Alim Chebahem, a stawką walki był eliminator WBC w wadze junior półśredniej. Nigeryjczyk zdeklasował Chebaha, zwyciężając wysoko na punkty, mając go dwukrotnie na deskach w rundzie 3.
8 września 2012 roku w walce o tymczasowe mistrzostwo świata WBC, zmierzył się z Lucasem Matthysse. Po świetnym i bardzo wyrównanym widowisku, Ajose został poddany przez sędziego w 10 rundzie, doznając pierwszej porażki w karierze.